# قانون اقدام راهبردی برای لغو تحریم‌ها و صیانت از حقوق ملت ایران
قانون اقدام راهبردی برای لغو تحریم‌ها و صیانت از حقوق ملت ایران قانونی است که در سال ۱۳۹۹ توسط مجلس شورای اسلامی به تصویب رسید. نمایندگان مجلس یازدهم ابتدا این طرح را کمتر از دو هفته پیش از قانونی شدن آن ارائه کرده بودند اما پس از ترور محسن فخری‌زاده، طرح خود را به دوفوریتی تغییر دادند. سه روز پس از این، نمایندگان مجلس تعهداتی برای دولت جمهوری اسلامی ایران به وجود آوردند که  در صورت عدم اجرا، رئیس‌جمهور و مدیران سازمان انرژی اتمی را با خطر تعقیب قضایی رو به رو می‌کند. کلیات طرح با رای ۲۵۱ نماینده مجلس یازدهم تصویب شد.

## واکنش‌ها
این قانون از سوی مقامات دولت جمهوری اسلامی با واکنش‌های منفی همراه بود. حسن روحانی، رئیس‌جمهور ایران، بیان کرد که دولت با این قانون «موافق نیست» و «آن را برای روند فعالیت‌های دیپلماتیک مضر می‌داند». اسحاق جهانگیری، معاون اول رئیس‌جمهور هم این قانون را «دخالت در اختیارات شورای عالی امنیت ملی و دخالت در قوه مجریه» خواند. محمدباقر قالیباف، رئیس مجلس شورای اسلامی، بیان کرد که مجلس با این طرح به دنبال خروج از برجام نیست. محمدجواد ظریف، وزیر امور خارجه ایران، هم گفت که دولت ایران «از مصوبه مجلس راضی نیست، اما در صورت نهایی شدن آن باید اجرایش کند». ظریف همچنین اعلام کرد که در صورت اجرایی شدن تعهدات اروپا و آمریکا در برجام، دولت ایران این قانون را اجرا نکرده و به اجرای «تعهدات قبلی برجام برای محدودیت‌های هسته‌ای» برخواهد گشت.
کمیسیون اصل ۹۰ مجلس یازدهم در خرداد ۱۴۰۱ با انتشار گزارشی، روحانی، رئیس‌جمهور سابق و علی‌اکبر صالحی، رئیس سابق سازمان انرژی اتمی را به عدم اجرای عامدانه این قانون متهم کرد.
روحانی در ۳۰ خرداد ۱۴۰۳ قانون اقدام راهبردی را «بدترین قانون در تاریخ جمهوری اسلامی ایران» توصیف کرد و گفت که این قانون ۳۰۰ میلیارد دلار به کشور ضرر زده است. او افزود که اگر به خاطر این قانون نبود، «مسئله برجام در اسفند ۹۹ یا نه در فروردین ۱۴۰۰ حل می‌شد.»

## توقف پروتکل الحاقی
ایران از ۵ اسفند ۱۳۹۹، مطابق این قانون و به علت لغو نشدن تحریم‌های ایران و اجرا نشدن مفاد برجام، اجرای داوطلبانه پروتکل الحاقی را متوقف کرد و دیگر اجازه نظارت‌های فراپادمانی را هم به بازرسان نخواهد داد. پروتکل الحاقی به بازرسان آژانس بین‌المللی انرژی اتمی اجازه می‌داد تا به فوریت از مراکز اتمی ایران بازدید و بازرسی انجام دهند.
متوقف شدن اجرای داوطلبانه این پروتکل همزمان با آن صورت گرفت که در جریان دیدار دبیرکل آژانس بین‌المللی انرژی اتمی با مقام‌های ایرانی، دولت حسن روحانی از توافقی با مفاد محرمانه با رافائل گروسی خبر داده بود.
توافق سه‌ماهه دولت ایران با آژانس بین‌المللی انرژی اتمی و همچنین محرمانه ماندن مفاد آن موجب خشم و اعتراض جدی نمایندگان مجلس یازدهم ایران شد، نمایندگان مجلس «استنکاف دولت از اجرای قانون اقدام راهبردی برای لغو تحریم‌ها» را با اکثریت آرا تصویب و علیه دولت به قوه قضائیه شکایت کردند.